# José María Yermo y Parres
José María Yermo y Parres (Malinalco, 10 novembre 1851 – Puebla de los Ángeles, 20 settembre 1904) è stato un presbitero messicano, già membro della Congregazione della Missione e fondatore della congregazione delle Serve del Sacro Cuore di Gesù e dei Poveri. Beatificato nel 1990, è stato proclamato santo da papa Giovanni Paolo II nel 2000.

## Culto
La sua memoria ricorre il 20 settembre.